# Dartmouth, Nova Scotia
Dartmouth är en tätort i provinsen Nova Scotia i Kanada. Den var tidigare egen stad, men är sedan 1 april 1996 belägen i Halifax kommun och kallas även Sjöarnas stad (engelska: City of Lakes) på grund av de många sjöar som finns i trakten.

### Fotnoter
1. ↑  ”2001 Community Profiles”. Statistics Canada. https://www12.statcan.gc.ca/english/profil01/CP01/Details/Page.cfm?Lang=E&Geo1=CSD&Code1=1209022&Geo2=PR&Code2=12&Data=Count&SearchText=Dartmouth&SearchType=Begins&SearchPR=01&B1=Population&Custom=. Läst 30 januari 2013.
2. ↑  ”Reseguide”. Expedia. http://www.expedia.se/Dartmouth-Halifax-Hotell-Wyndham-Worldwide.0-n6058259-0--bWyndhamWorldwide.Reseguide-Filter-Hotell. Läst 5 december 2013.